# Huelva
Huelva (wym. /'welβa/) – miasto w południowo-zachodniej Hiszpanii, w regionie Andaluzja, stolica prowincji Huelva, leżące u ujścia rzeki Tinto do Atlantyku; 148 tys. mieszkańców (2008). Przemysł chemiczny, cementowy, celulozowy, rafineria ropy naftowej. Duży port handlowy i rybacki.
W mieście znajduje się stacja kolejowa Huelva.

## Historia prowincji
- Pierwsze osada handlowa założona przez Fenicjan dzięki bogatym złożom rud w pobliskich górach, później w rękach Rzymian, Wizygotów i Maurów.
- W 1486 Krzysztof Kolumb dzięki wstawiennictwu mnichów z klasztoru La Rabida otrzymał od królowej Izabeli I Katolickiej zezwolenie na wyprawę do Indii, na którą w 1492 wypłynął z portu Palos de la Frontera.
- W 1528 przypłynął tutaj Hernán Cortés po podbiciu Meksyku.
- W 1755 trzęsienie ziemi, które całkowicie zniszczyło miasto Huelva.

## Zabytki prowincji
- W mieście Huelva – Muzeum Krzysztofa Kolumba i kościoły z XVI w.
- Na płd.-wsch. od Huelvy klasztor franciszkanów La Rabida z XIV w., w którym Kolumb i bracia Pizon opracowywali plany swej pierwszej wyprawy.
- Na płn.-wsch. od Huelvy miasteczko Niebla, które w przeszłości było stolicą jednego z państewek taifa. Głównymi atrakcjami Niebli są mury obronne o długości 3 km z 46 wieżami oraz kościół z X/XI w., który w XIII w. został zamieniony na meczet, a później wrócił do chrześcijan.

## Klimat
| Miesiąc | Sty  | Lut  | Mar  | Kwi  | Maj  | Cze  | Lip  | Sie  | Wrz  | Paź  | Lis  | Gru  | Roczna |
| --- | ---- | ---- | ---- | ---- | ---- | ---- | ---- | ---- | ---- | ---- | ---- | ---- | ------ |
| Średnie temperatury w dzień [°C]                                                                                                  | 16,2 | 17,8 | 20,7 | 22,0 | 25,2 | 29,0 | 32,7 | 32,4 | 29,4 | 24,9 | 20,0 | 16,9 | 23,9   |
| Średnie dobowe temperatury [°C]                                                                                                   | 11,0 | 12,4 | 14,7 | 16,1 | 19,2 | 22,8 | 25,8 | 25,8 | 23,4 | 19,5 | 14,9 | 12,3 | 18,2   |
| Średnie temperatury w nocy [°C]                                                                                                   | 5,9  | 7,0  | 8,8  | 10,3 | 13,2 | 16,6 | 18,9 | 19,1 | 17,3 | 14,1 | 9,8  | 7,6  | 12,4   |
| Opady [mm] | 71   | 50   | 38   | 48   | 29   | 8    | 3    | 4    | 26   | 68   | 79   | 99   | 525    |
| Średnia liczba dni z opadami | 7,1  | 5,5  | 4,3  | 6,0  | 3,8  | 1,1  | 0,2  | 0,4  | 2,4  | 6,4  | 6,3  | 7,9  | 51,5   |
| Wilgotność [%] | 77   | 74   | 68   | 65   | 62   | 57   | 51   | 55   | 61   | 69   | 73   | 78   | 66     |
| Średnie usłonecznienie [h] | 165  | 171  | 229  | 255  | 296  | 341  | 366  | 340  | 268  | 211  | 176  | 151  | 2970   |
| Źródło: Agencia Estatal de Meteorología (liczba dni z opadami dla wartości 1 mm, wysokość 19 m n.p.m., 12 km od morza, 1981-2010) |      |      |      |      |      |      |      |      |      |      |      |      |        |

| Sty  | Lut  | Mar  | Kwi  | Maj  | Cze  | Lip  | Sie  | Wrz  | Paź  | Lis  | Gru  | Rok  |
| ---- | ---- | ---- | ---- | ---- | ---- | ---- | ---- | ---- | ---- | ---- | ---- | ---- |
| 16,4 | 15,9 | 15,8 | 17,1 | 18,5 | 20,9 | 22,5 | 22,8 | 21,7 | 21,0 | 19,0 | 17,3 | 19,1 |

## Sport
Działa tutaj klub piłki nożnej, Recreativo Huelva, grający lidze Segunda División B, będącej trzecim poziomem ligowych rozgrywek piłkarskich w Hiszpanii.

## Miasta partnerskie
- Kadyks, Hiszpania
- Faro, Portugalia
- Houston, Stany Zjednoczone
- New Jersey, Stany Zjednoczone
- Viganella, Włochy
- Genua, Włochy